# Ryan Glenn
Ryan Glenn, född den 7 juni 1980 i Port Coquitlam i Kanada, är en kanadensisk ishockeyspelare som säsongen 2008/2009 spelade i IF Troja-Ljungby där han har spelade 44 matcher och gjorde 23 poäng (9 mål och 14 assist 3 mars 2009. Inför säsongen 2009–2010 skrev Ryan kontrakt med anrika Södertälje SK. Men efter en katastrof-säsong med bara 8 poäng (1+7) på 31 matcher fick Ryan den 17 december 2009 sparken från Södertälje SK. Ryan skrev på för Ilves i finska SM-liiga den 14 januari 2010. Han spelade säsongen 2015/16 i HC Sparta Prag.
Han började att spela i St.Lawrence Univ där han även satte sin bästa säsongspoäng (29 poäng, 7 mål och 22 assist), vilket sattes under säsongen 2003/2004.